# معتقل كروبر
معتقل كوبر، هو معتقل أنشأته وأدراته قوات الاحتلال الأمريكي سنة 2003 قريباً من مطار بغداد الدولي في العراق. سُجنَ فيه الرئيس السابق صدام حسين في معظم فترة اعتقاله منذ اعتقاله حتى اعدامه في 2006.

## التاريخ
تم بناء كروبر بعد اجتياح العراق في آذار مارس 2003، لاحتجاز قادة ورموز نظام صدام حسين الذي يعد أشهر سجين أمضى في كروبر الجزء الأكبر من مدة سجنه منذ اعتقاله في كانون الأول ديسمبر 2003، حتى إعدامه في كانون الأول ديسمبر 2006.
ووسع كروبر مع تصاعد أعمال العنف ليتسع لاستقبال عشرات آلاف من المعتقلين الذين يشتبه في تورطهم بارتكاب أعمال عسكرية ضد القوات الأميركية أو أعمال عنف طائفي، كما هو حال معتقل بوكا الذي يقع قرب البصرة أقصى جنوبي العراق والذي أغلق في أيلول/سبتمبر 2009.
ويضم كروبر اليوم نحو 1500 معتقل معظمهم من رموز النظام السابق. وقد سجل فيه منتصف 2007، أعلى معدل للمعتقلين عندما كان هناك 26 ألف معتقل جراء قيام القوات الأميركية بحملات اعتقالات للحد من أعمال العنف الطائفي آنذاك.

## تسليمه للسلطات العراقية
في تموز/يوليو 2010، سلمت القوات الأميركية إلى السلطات العراقية إدارة وسجناء معتقل كروبر. وقال الجنرال جيري كانون نائب رئيس المعتقلات الأميركية في العراق خلال مراسم تسليم المعتقل، إن «هذه بداية لعهد جديد».
واعتبر أمام مئات المسؤولين الأميركيين والعراقيين أن النظام الجديد «ستجتمع فيه جميع عناصر السلطة القضائية العراقية القادرة على أداء دورها لضمان أمن وسلامة العراقيين».
وسلم كانون أثناء الاحتفال -الذي أقيم في أحد أقسام سجن كروبر- إلى وزير العدل العراقي دارا نور الدين مفتاحا كبيرا يرمز لانتقال المسؤولية في المعتقل إلى السلطات العراقية.
وعلى الرغم من هذه الخطوة سيبقى مائتا سجين بينهم ثمانية من قياديي القاعدة ورموز النظام السابق في أحد مواقع كروبر تحت رقابة القوات الأميركية، بحسب قائد القوات الأميركية في العراق الجنرال ريموند أوديرنو.
وقال وزير العدل العراقي إنه من بين الثمانية «أخوا صدام حسين غير الشقيقين وطبان إبراهيم الحسن (وزير الداخلية السابق) وسبعاوي إبراهيم الحسن (مدير الأمن العام السابق)، وسلطان هاشم أحمد (وزير الدفاع السابق) وحسين رشيد التكريتي، وعزيز صالح النومان عضو قيادة قطرية في حزب البعث».

## وصلات خارجية
- Camp Cropper from Globalsecurity.org